# Fiji Barbarians
Pour les articles homonymes, voir Barbarian.
Le club des Fiji Barbarians est un club de rugby à XV fidjien participant au Pacific Challenge, un championnat supranational des îles du Pacifique, entre 2006 et 2010.

## Histoire
Le club des Fiji Barbarians est une des deux équipes fidjiennes de Pacific Challenge, l'autre étant les Fiji Warriors. Ils atteignent la finale de la compétition pour la première fois en 2010, pour leur dernière participation à la compétition.

## Équipe 2007
- Manager et entraîneurs :  Ifereimi Tawake, Joji Rinakama, Iosefo Bele
- Avants : Sikeli Gavidi, Apisai Turukawa (capitaine), Isei Colati, Isireli Temo, Bill Gadolo, Vereniki Sauturaga, Wame Lewaravu, Rupeni Nasiga, Jonacani Batirua, Ifereimi Naruma, Sam Tabua, Samu Kunanitu, Mosese Vasuitoga, Koresi Ledua.
- Arrières : Seveci Taka, Jock Luita, Jack Prasad(v-cap.), Jonetani Ralulu, Jo Tora, Aseri Latianara, Josefa Satini, Vereniki Goneva, Alipate Naqaya, Jonetani Ratu, Marika Vakacegu, Penaia Vakaruru.